# Калашников, Сергей Григорьевич
 Сергей Григорьевич Кала́шников (1906—1984) — советский и российский физик.

## Биография
Родился 27 января (9 февраля) 1906 года в Николаеве (ныне Украина) в семье адвоката. В 1930 году он окончил МГУ имени М. В. Ломоносова и работал на физическом факультете МГУ более 30 лет последовательно ассистентом, доцентом, профессором и заведующим кафедрой общей физики (1948—1953). Основал и заведовал кафедрой физики полупроводников физического факультета МГУ имени М. В. Ломоносова (1953—1961). Возглавлял кафедру физики МАТИ имени К. Э. Циолковского. В 1930-е годы исследовал дифракцию медленных электронов на поверхности кристаллов и их рассеяния на тепловых колебаниях поверхности кристаллов. Доктор физико-математических наук (1940).
Создал оригинальный курс физики полупроводников, под его руководством была разработана система специальных курсов по полупроводниковым дисциплинам, создан специальный практикум по физике полупроводников.
Заведовал отделом ИРЭАН.
Результаты изучения высокочастотных свойств p-n переходов в полупроводниках позволили решить задачу создания диодов для работы в СВЧ-диапазоне детекторов для целей радиолокации. В 1950 году участвовал в работах по ядерной физике. В 1960-х годах начал исследовать электрическую и акустоэлектрическую неустойчивость рекомбинационных волн, поглощения и усиления ультразвука для целей создания электроакустических преобразователей и линий задержки.

## Семья[источникне указан 857 дней]
- Жена: Евгения Семёновна Калашникова Москва
  - Дочь: Ирина Сергеевна Калашникова 07.03.1954
    - Внук: Калашников, Дмитрий Анатольевич 08.04.1987

## Награды и премии
- Сталинская премия третьей степени (1951) — за коренные усовершенствования методов подъёма затонувших судов
- Государственная премия СССР (1972) — за научно-техническую разработку, создание технологии массового производства и широкое внедрение в народное хозяйство полупроводниковых импульсных диодов и диодных матриц
- заслуженный деятель науки и техники РСФСР (1966)
- орден Ленина
- три ордена Трудового Красного Знамени (1945, 1951, 1955)

## Книги
- Калашников С. Г. Электричество: Учебное пособие для вузов. 6-е изд., стереотипное. — М.: Физматлит, 2008. — 624 с. — ISBN 5-9221-0312-1. ISBN 978-5-9221-0900-0.
- Бонч-Бруевич В. Л., Калашников С. Г. Физика полупроводников. — М.: Наука, 1977. — Тираж 33000 экз. (Изд. 2-е, перераб. и доп. — 1990. — 688 с.)
- Элементарный учебник физики : в 3 т. / [М. А. Исакович и др.] ; под ред. Г. С. Ландсберга. - [14-е изд.]. - Москва : Физматлит, 2010-. - 22 см.
  - Т. 2: Электричество и магнетизм. [принимали участие С. Г. Калашников, Л. А. Тумерман]. -2011. -487 с.: ил.; ISBN 978-5-9221-1255-0
- Исследование усиления и генерации акустических потоков в фотопроводящих пьезополупроводниках при сверхзвуковом дрейфе электронов [Текст] / С. Г. Калашников, А. И. Морозов, В. В. Проклов, Ю. А. Гуляев ; Ин-т радиотехники и электроники АН СССР. - Москва : [б. и.], 1969. - 3 т.; 21 см.
  - Ч. 1: Экспериментальная методика. - 1969. - 34 с. : ил.
  - Ч. 2: Акустические шумы ультразвуковых усилителей. - 1969. - 48 с. : ил.
  - Ч. 3: Использование усиления и генерации акустических потоков для определения дрейфовой подвижности носителей заряда в пьезополупроводниках. - 1969. - 32 с. : ил.